# Koloveč
Koloveč là một chợ huyện thuộc huyện Domažlice, vùng Plzeňský, Cộng hòa Séc.